# William Edgar Evans
William Edgar Evans (1882 - 1963) foi um botânico e micologista escocês, que identificou e classificou mais de trinta novas espécies.